# Авлеви
Авлеви (груз. ავლევი) — село в Грузии, на территории Карельского муниципалитета края (мхаре) Шида-Картли.

## География
Село находится в центральной части Грузии, на правом берегу реки Проне Средняя, на расстоянии приблизительно 14 километров (по прямой) к северо-западу от города Карели, административного центра муниципалитета. Абсолютная высота — 743 метра над уровнем моря.

## Население
По результатам официальной переписи населения 2014 года в Авлеви проживало 349 человек (176 мужчин и 173 женщины). В национальной структуре населения грузины составляли 99,7 %.
| Год  | Население, человек |
| ---- | ------------------ |
| 2002 | 481                |
| 2014 | ↘ 349              |